# الحروب الإيليرية
الحروب الإيليرية هي سلسلة من الحروب بين الجمهورية الرومانية ومملكة أرداي. استمرّت الحرب الإيليرية الأولى من عام 229 قبل الميلاد إلى 228 قبل الميلاد، أثار ازدهار التجارة عبر البحر الأدرياتيكي بعد الحرب البونيقية الأولى في وقت زادت فيه قوة مملكة أرداي تحت حكم الملكة توتا مخاوف روما. دفعت الهجمات على السفن التجارية لحلفاء روما الإيطاليين من قبل القراصنة الإيليريين، وموت مبعوث روماني يدعى كورونكانيوس بناءً على أوامر توتا، مجلس الشيوخ الروماني إلى إرسال جيش روماني تحت قيادة القنصلين لوسيوس بوستوميوس ألبينوس، وجنيوس فولفيوس سينتومالوس. طردت روما الحاميات الإيليرية من عدد من المدن اليونانية كإيبدامنوس، وأبولونيا، وكورسيرا، وفاروس مثلًا، وأنشأت محمية على هذه المدن اليونانية. أعطى الرومان ديميتريوس من فاروس سلطة على إيليريا لموازنة سلطة توتا.
استمرت الحرب الإيليرية الثانية من عام 220 قبل الميلاد حتى 219 قبل الميلاد. كانت الجمهورية الرومانية مشتتة ومشغولة في عام 219، إذ خاضت حربًا مع السلتيين في غاليا كيسالبينا، وكانت الحرب البونيقية الثانية مع قرطاج قد بدأت. سمح انشغال روما لديميتريوس ببناء أسطول حربي إيليري جديد. قاد ديمتريوس هذا الأسطول المكون من 90 سفينة، وأبحر جنوب ليجة، منتهكًا معاهدته السابقة وبدأ الحرب. هاجم أسطول ديمتريوس بيلوس أولًا، واستولى على 50 سفينة بعد عدة محاولات. أبحر الأسطول من بيلوس إلى سيكلادس، وتصدّى لأي مقاومة واجهها في الطريق. أرسل ديمتريوس أسطولًا عبر البحر الأدرياتيكي، فاستولى الأسطول الروماني على مدينة ديمالي المحصنة تحت قيادة لوسيوس إيميليوس باولوس، بسبب انقسام القوات الإيليرية، وتوجهت البحرية من ديمالي نحو فاروس. فر ديميتريوس إلى مقدونيا، حيث أصبح مستشارًا موثوقًا به في محكمة فيليب الخامس المقدوني، وبقي هناك حتى وفاته في ميسيني عام 214 قبل الميلاد.
تحالف الملك الإيليري جينتيوس في 171 قبل الميلاد مع الرومان ضد المقدونيين. ولكنه غيّر موقفه في عام 169 قبل الميلاد، وتحالف مع بيرسيوس المقدوني. خلال الحرب الإيليرية الثالثة في عام 168 قبل الميلاد، ألقى القبض على ضابطين رومانيين من مرتبة ليغاتوس، ودمر مدينتي أبولونيا ودراس، اللتين كانتا متحالفتين مع روما. هُزم في سكودرا من قبل قوة رومانية بقيادة أنيسيوس غالوس، وفي 167 قبل الميلاد جلب إلى روما كأسير للمشاركة في انتصار غالوس، واُعتقِل بعد ذلك في غوبيو.

## تمهيد

### التوسع تحت قيادة أغرون
تحولّت مملكة أرداي في النصف الثاني من القرن الثالث قبل الميلاد إلى مملكة ذات سلطة وقوة كبيرة تحت قيادة أغرون. غزا أغرون خلال هذا الوقت جزءًا من إبيروس، وكورسيرا، وإيبيدامنوس، وفاروس، وأنشأ حاميات فيها. استخدم الإيليريون (وفقًا للمؤرخ اليوناني بوليبيوس) الليمبوس، وهي سفينة حربية صغيرة وسريعة ذات صف واحد من المجاديف. ربما كانت الغارات من البحر الأدرياتيكي والأيوني تهديدًا مألوفًا للإغريق في الشمال الغربي، ولكن الجديد في الموضوع هو استخدام جيش بري لمتابعة الانتصارات التي حققتها البحرية والاستفادة منها. تعرضت المدن اليونانية (بوليس) الواقعة على ساحل إيليريا لهجمات منهجية، وربما اُحتلَّت بالفعل من قبل قوات أغرون. استجابت روما لنداء من جزيرة عيسى المهددة من قبل أغرون بإرسال مبعوثين، لم يصل المبعوثون إلى الجزيرة، بل تعرّضوا للهجوم من قبل السفن الإيليرية، وقتل أحدهم مع سفير من جزيرة عيسى.
وقعت العديد من الأحداث السياسية في ذلك الوقت في الولايات اليونانية المجاورة.  انتهت الخلافة الملكية في إبيروس في عام 234 قبل الميلاد، وأُنشِئت جمهورية فيدرالية. انفصل الجزء الغربي من أكارنانيا في الجنوب عن هذا النظام، وسرعان ما تعرض استقلالهم للتهديد من قبل الأيتوليون، الذين بدأوا باحتلال الأراضي المحيطة بخليج أمبراسيا، بما في ذلك عاصمة بيروس القديمة أمبراسيا، ما أجبر إبيروس على إنشاء مركز جديد في فوينكي. طلب الأكارنانيون المحاصرون في ميديون المساعدة من ملك مقدونيا ديميتريوس الثاني، الذي كان في معظم فترة حكمه في حالة حرب مع الاتحاد الأيتولي واتحاد آخاين. وبالمقابل طلب الملك المساعدة من أغرون لتخفيف وطأة الحصار.
بدأ الهجوم الإيليري بقيادة أغرون في عام 232 أو 231 قبل الميلاد. أبحرت مئة سفينة ليمبوس على متنها 5000 رجل نحو ميديون. وتقدموا على شكل مجموعات منظّمة بحسب الترتيب المعتاد في بلادهم. رتّب الأيتوليون الجزء الأكبر من جنود الهوبليت والفرسان في المقدمة، مع جزء من سلاح الفرسان والمشاة الخفيفة، وسارعوا إلى احتلال بعض الأراضي المرتفعة أمام معسكرهم، التي يسهل الدفاع عنها بسبب طبيعتها. كانت هجمة وحدة من قبل الإيليريين، الذين أعطتهم أعدادهم الكبيرة ونظامهم الوثيق وزنًا لا يقاوم، كفيلة بطرد القوات ضعيفة التسليح، وأجبرت الفرسان الذين كانوا على الأرض معهم على تسليم مهامهم إلى جنود الهوبليت. انضمّ الميديونيون إلى الصراع، إذ خرجوا من المدينة وهجموا على الأيتوليين. نقل الإيليريون أمتعتهم وبقية غنائهم إلى قواربهم، وأبحروا عائدين إلى بلادهم تحت أوامر أغرون، بعد قتل عدد كبير من الأيتوليين، وأخذ عدد أكبر من السجناء. تسببت هزيمة الأيتوليين، الذين اشتهروا بانتصارهم على الغزاة قبل ذلك بإحداث ضجة كبيرة في اليونان.

### غارة على فوينكي
استمر النجاح الإيليري عندما تسلّمت أرملة أغرون توتا الحكم من بعده، منحت الأخيرة السفن الفردية ترخيصًا للنهب الشامل. هاجم الأسطول البحري والجيش إيليا وميسينيا في البيلوبونيز في عام 231 قبل الميلاد. أرسلت توتا جنرالها سكيرديليد للاستيلاء على مدينة فوينكي في إبيروس، وهو في طريقه نحو البلاد. استولى الجنرال على المدينة وربح المعركة التي تلت ذلك. اتفق الأطراف على هدنة واُستردَّت فوينكي مقابل دفع ثمن وإطلاق سراح سجناء. كان النجاح الإيليري المستمر بمثابة صدمة أخرى لليونانيين، وكان من الواضح اعتراف إبيروس بانتصار الإيليريين، إذ أرسلوا مبعوثين إلى توتا، ووعدوا بالتعاون معهم وأظهروا عداءهم تجاه اتحادات اليونان. كانت فوينكي أكثر المدن ازدهارًا في إبيروس، ومركزًا للتجارة المتنامية مع إيطاليا. سمح التدخل الإيليري في التجارة بجلب القوات الرومانية عبر البحر الأدرياتيكي لأول مرة. ورغم ذلك اضطر الإيليريون للانسحاب من فوينكي من أجل التعامل مع تمرد داخلي.